# Gervasio Deferr

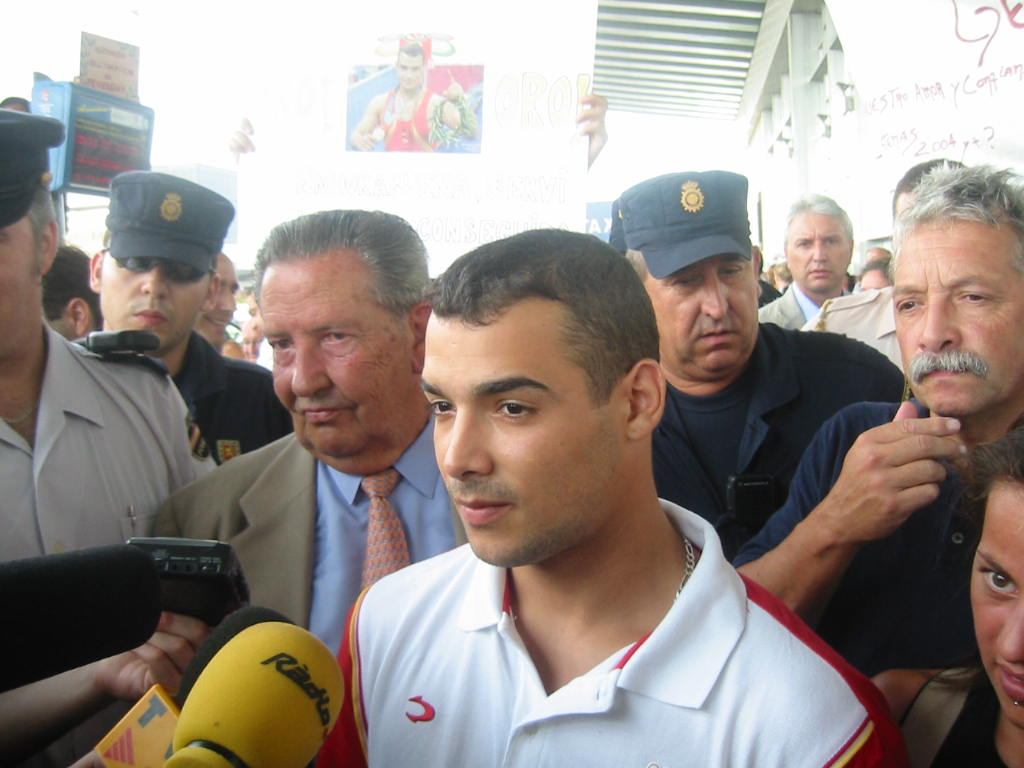
Gervasio Deferr nach seinem Olympiasieg 2004

Gervasio Deferr Angel (* 7. November 1980 in Premià de Mar bei Barcelona) ist der erfolgreichste spanische Kunstturner.
Bei den Turn-Weltmeisterschaften 1999 in Tianjin gewann er Silber in der Bodenübung. Ein Jahr später bei den Olympischen Spielen 2000 in Sydney konnte er sich nicht für das Finale im Bodenturnen qualifizieren, sondern nur für das Finale im Pferdsprung. Mit 9,712 Punkten gewann er Gold und war damit der erste spanische Turner der eine olympische Goldmedaille gewinnen konnte, vor ihm hatte nur 1996 die spanische Mannschaft in der Rhythmischen Sportgymnastik gewonnen.
Bei den Turn-Weltmeisterschaften 2002 in Debrecen belegte er in der Bodenübung den zweiten Platz, wurde aber später disqualifiziert, nachdem bei der Dopingprobe Spuren von Marihuana entdeckt worden waren. 2004 konnte er bei den Olympischen Spielen in Athen mit 9,737 Punkten seinen Titel im Pferdsprung erfolgreich verteidigen. Bei den Turn-Weltmeisterschaften 2007 in Stuttgart gewann er Silber in der Bodenübung. Ebenfalls Silber am Boden gewann Deferr bei den Olympischen Spielen 2008 in Peking.
Deferr nimmt gelegentlich Gastrollen in spanischen Fernsehserien an, in denen er sich seinen Fans präsentiert.
2011 zog sich Gervasio Deferr vom Turnen zurück und betreibt derzeit ein Fitnessstudio in Barcelona im Viertel La Mina, in dem er benachteiligte Kinder ausbildet.